# مهرآباد (لخش)
مهرآباد  (به خط تاجیکی: Меҳробод) یک روستا و مرکز اداری جماعت دهات در جماعت دهات سیلی‌آباد است که در ناحیه لخش، منطقهٔ ناحیه‌های تابع جمهوری واقع شده‌است.
تا پیش از ماه مارس ۲۰۲۲، نام این  روستا، دیوانه (به خط تاجیکی: Дувана) بوده.